# Seznam nemških vojaških osebnosti
Seznam nemških vojaških osebnosti je krovni seznam.

## Seznami
- seznam nemških admiralov
- seznam nemških generalov
- seznam nemških letalskih asov
- seznam nemških obveščevalcev
- seznam nemških ostrostrelcev
- seznam nemških podmorniških asov druge svetovne vojne
- seznam nemških tankovskih asov druge svetovne vojne
- seznam nemških vohunov
- seznam nemških vojaških diplomatov
- seznam nemških vojaških pilotov
- seznam nemških vojaških teoretikov
- seznam nemških vojskovodij